# Jeep Cherokee
La Jeep Cherokee è un fuoristrada medio grande prodotto dalla casa automobilistica statunitense Jeep dal 1974 in varie generazioni. Dal 2002 fino al 2012 è stato venduto nel nord America con la denominazione Jeep Liberty. Nel 2013, con la quinta generazione, è stato reintrodotto lo storico nome Cherokee rimanendo in produzione fino al febbraio 2023.

## Prima Serie SJ (1974–1983)
La prima serie della Cherokee, costruita sul pianale "Jeep SJ" era simile alla Jeep Wagoneer.
Rimase in produzione dal 1974 al 1983, negli allestimenti "Chief" e "Laredo".
Sullo stesso pianale era costruita la Jeep Wagoneer, dotata di allestimenti più lussuosi e carrozzeria station wagon 5 porte, e il pick-up Jeep Gladiator.

## Seconda Serie XJ (1984-2001)
La seconda serie della Cherokee era costruita sulla piattaforma "Jeep SJ". È stata prodotta dal 1984 al 1996. Si differenziava molto dalla serie precedente, avendo le dimensioni più ridotte e prendendo la scocca portante come le autovetture, ma rinforzata con due longheroni saldati direttamente alla scocca portante. Questa caratteristica ne fa una delle fuoristrada più leggere e agili della sua epoca, ma ne limita la possibilità di ottenere facilmente più varianti di passo e corpo vettura, come tipicamente avveniva per altre fuoristrada sue coeve. Di fatto fu allestita una versione pick-up e una tre porte, oltre alla 5 porte (che ottenne il maggior consenso di vendite in Europa, mercato dove il Cherokee, fino al 1992 non fu venduto in Regno Unito). 

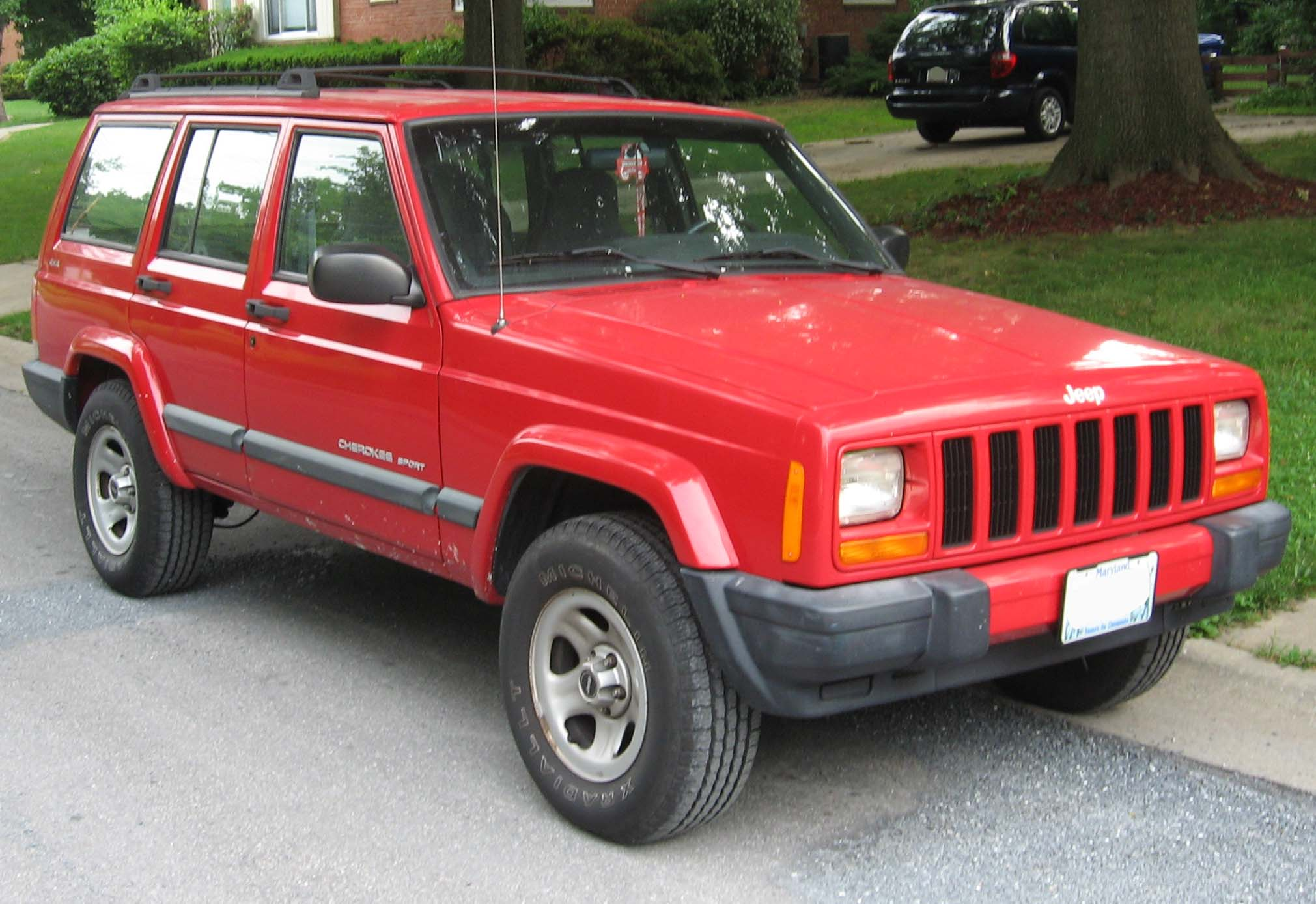
Restyling 1996

Dal 1984 fino al 1990 il nome "Limited" indica il modello più accessoriato (di lusso) della Cherokee.
Nel 1996 viene introdotta la versione Country, fondamentalmente una versione Limited con qualche particolare in aggiunta, viene introdotto l'airbag lato guida e il vecchio motore diesel di derivazione Renault viene sostituito da un'unità 2.5 L turbodiesel della italiana VM Motori. Rimane a listino il 4.0 litri a benzina.

### Seconda serie restyling (1996-2001)
Prodotta dal 1997 al 2001, era un restyling della seconda serie. Il restyling riguardava alcuni dettagli estetici come un nuovo disegno delle luci posteriori e anteriori, dei ritocchi per aggiornare la linea degli interni. I motori rimangono invariati e viene introdotto anche l'airbag lato passeggero.

## Terza Serie KJ (2002–2007)
Nel 2002 arriva la serie KJ (quest'ultima nel nord America perse la denominazione Cherokee per adottare il nuovo nome Liberty per distinguerla dalla precedente serie). 

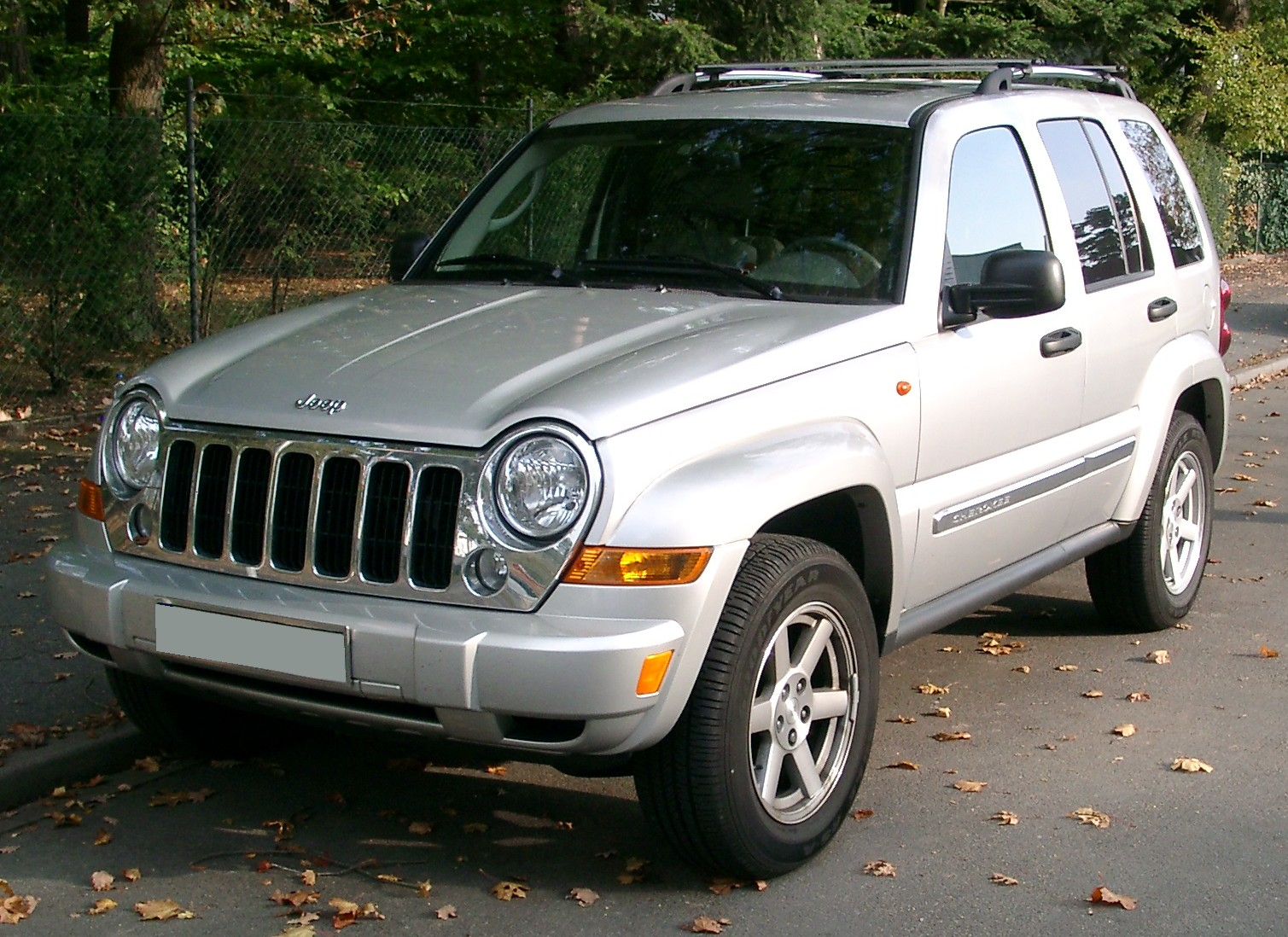
Restyling 2006

La differenza maggiore rispetto alle prime serie è stata il passaggio dal ponte anteriore rigido a nuove sospensioni a ruote indipendenti (più comode ma più delicate nel fuoristrada vero) e un nuovo schema con molle elicoidali al ponte posteriore (al posto delle precedenti balestre divenute troppo rigide per una vettura moderna): il nuovo schema meccanico ha permesso di ottenere un comportamento stradale migliore rispetto alla progenitrice.
La Jeep Cherokee terza serie è stata sottoposta per due volte ai crash test dell'Euro NCAP per la sicurezza automobilistica, ottenendo il risultato di 3 stelle nel 2002 e di 4 stelle nel 2003.
Nel 2005 ha subito restyling e nel 2006 la casa ha introdotto il controllo elettronico della stabilità (ESP).

## Quarta Serie KK (2008–2012)
La quarta generazione viene identificata dal codice progettuale KK è viene introdotta sul mercato italiano il 16 maggio 2008; viene realizzata su una piattaforma comune anche alla Dodge Nitro ed entrambe sono state prodotte nello stabilimento di Toledo, Ohio. 
La generazione KK montava il classico 3.7 V6 Powertech benzina affiancato dal motore 2.8 turbodiesel quattro cilindri prodotto dalla VM potenziato a 177 (lo stesso motore equipaggiava anche la Jeep Wrangler). 
La vettura non perse le caratteristiche da fuoristrada ma ha migliorato gli angoli caratteristici e ha introdotto la nuova trazione integrale Select Trac 2 con il differenziale centrale in grado di gestire la potenza in caso di necessità. Ha le marce ridotte e il blocco del differenziale centrale manuale (indispensabili per dei percorsi fuoristradistici di media difficoltà) e la nuova trazione viene certificata dalla stessa Jeep come Trail Rated ovvero idonea a percorsi in fuoristrada.

## Quinta Serie KL (2013-2023)

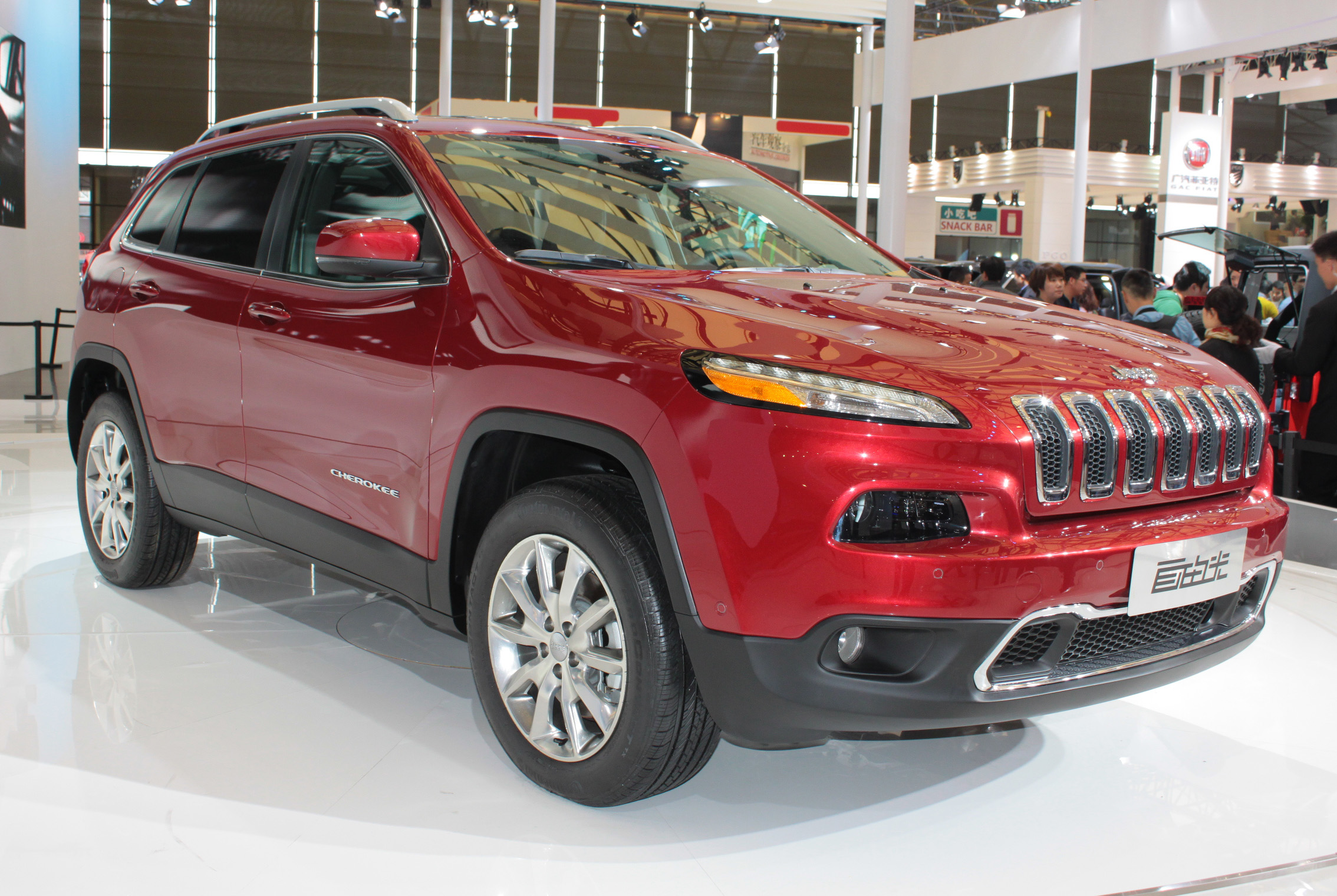
La quinta generazione: La Jeep Cherokee KL

La quinta serie della Cherokee, basata sul pianale Compact US-wide (derivato da quello dell'Alfa Romeo Giulietta) è stata presentata al Salone di New York 2013 con una linea completamente rivoluzionata, caratterizzata dal frontale con i gruppi ottici disposti su tre piani differenti e una linea più dinamica ed elegante rispetto alla versione precedente. 
Disponibile inizialmente per il mercato americano con due propulsori a benzina, il 2.4 Tigershark Multiair da 184 CV e il 3.2 V6 Pentastar da 271 CV, e due versioni (la Limited più stradale e la Trailhawk, con una impostazione più fuoristradistica) può contare su tre tipi di trazione 4x4 e su nuovi dispositivi, dal sistema anticollisione (che arriva a frenare automaticamente la vettura), al dispositivo di segnalazione di cambio corsia involontario, al sistema di parcheggio assistito. La vettura è stata dichiarata l'auto più sicura del 2013 per la categoria: "Fuoristrada compatte". e ha ottenuto il punteggio di 5 stelle nei test Euro NCAP del 2013.

## Motorizzazioni
I motori a benzina durante gli anni di produzione sono stati molti e diversi, dai primi 4200 6 cilindri in linea dei primi anni ottanta per passare al 4000 e al 2500 4 cilindri con qualche raro 2800 V6, un motore di derivazione GM installato per lo più sulle primissime serie dell'XJ. L'ultima evoluzione è il 3700 V6 power tech della famiglia utilizzata anche nei Grand Cherokee.
Per quanto riguarda i diesel, inizialmente venivano forniti propulsori da 2.100 cm³ di origine Renault serie Douvrin; la casa francese era anche l'importatore della Jeep per l'Europa. Con l'avvento della distribuzione diretta di Jeep si iniziarono a montare i diesel dalla VM Motori; prima un 2500 a iniezione indiretta poi, con la nuova serie KJ, un 2500 common rail in seguito maggiorato a 2800 cm³. Nel 2005 questo motore è stato aggiornato con l'introduzione della turbina a geometria variabile, con un incremento di potenza da 160 a 177 cavalli. 
A fine 2010 la potenza è stata ulteriormente incrementata a 147 kw (200 CV) con una coppia che raggiunge i 500 N m a 1800 giri. Il sistema di iniezione è sempre di tipo common rail con iniettori piezoelettrici e una pressione massima di 1800 bar. Le modifiche principali hanno riguardato il sistema EGR (Exhaust Gas Recirculation) per l'abbattimento delle emissioni nocive e il collettore di aspirazione che è stato dotato di condotti regolati da valvole a farfalla per il miglioramento del processo di combustione e quindi dei consumi di carburante. Una particolarità è che per il Cherokee i motori V8, molto in voga per altri mezzi USA, sono stati usati solo per la prima serie SJ.
| Modello            | Disponibilità | Motore  | Cilindrata (cm³) | Potenza         | Coppia max (Nm) | Emissioni CO2 (g/Km) | 0–100 km/h (secondi) | Velocità max (Km/h) | Consumo medio (Km/l) |
| Renault 4 cilindri | dal 1986      | Diesel  | 2068             | 64 Kw (87 Cv)   | n.d.            | n.d.                 | n.d.                 | n.d.                | n.d.                 |
| 4.0 6 cilindri     | dal 1987      | Benzina | 3960             | 136 Kw (186 Cv) | 296             | n.d.                 | 9.5                  | 180 (autolimitato)  | 9                    |
| VM M50             | dal 1996      | Diesel  | 2449             | 85 Kw (115 Cv)  | n.d.            | n.d.                 | 12.6                 | 165                 | 10.0                 |
| 2.8 CRD            | dal 2010      | Diesel  | 2776             | 147 Kw (200 Cv) | 410             | 208                  | 11.3                 | 193                 | 12.7                 |
| 2.8 CRD auto       | dal 2010      | Diesel  | 2776             | 147 Kw (200 Cv) | 450             | 206                  | 9.9                  | 190                 | 12.7                 |